# Bolla d'oro del 1186
La Bolla d'oro del 1186, detta anche Bolla d'oro di Tarantasia, promulgata dall'imperatore Federico Barbarossa il 4 maggio 1186, è un editto imperiale (Bolla d'oro) che concede all'arcivescovo di Tarantasia l'investitura di tutti i possedimenti temporali sulla metropolia di Tarantasia, confermando ulteriormente la donazione della carta di Rodolfo III del 996.
Concessa all'arcivescovo Aimone II, fu promulgata nel contesto di una lotta di potere tra l'imperatore, il papa, la Chiesa di Tarantasia e i conti di Savoia.

## Contesto
Il controllo della valle della Tarantasia, nella quale scorre l'Isère, e della sua popolazione era conteso da diverse forze locali e regionali. Da un lato, il potere temporale era rivendicato dagli arcivescovi di Tarantasia, che avevano ricevuto il comitatus nel 996 attraverso una concessione del re Rodolfo III di Borgogna (noto come "carta di Rodolfo III"). Pur senza essere equiparati ai conti carolingi, gli arcivescovi ricevettero «il trasferimento di alcuni diritti reali: non solamente i diritti di dominio, di tassazione, di pedaggio e di amministrazione della giustizia, ma anche il diritto di superiorità sul fisco reale». Tuttavia, l'atto non specificava l'estensione del territorio concesso: se il potere spirituale della diocesi di Tarantasia si estendeva infatti su tutta la valle e anche sulle valli adiacenti, il potere temporale dei vescovi sembra fosse limitato alla città di Darantasia (Moûtiers) e alla parte inferiore della valle, cioè tra Conflans e lo stretto del Siaix o "passo del Siaix"; mente l'alta Tarantasia sembra fosse controllata già dall'XI secolo dai visconti di Tarantasia, i signori di Briançon.
Dall'altro lato, nella vicina valle della Moriana, a partire dall'XI secolo aveva cominciato ad affermarsi una dinastia, gli Humbertiani, progenitori del casato di Savoia, che aveva progressivamente esteso il proprio potere nella Moriana e cercava ora di ottenere il controllo delle diocesi circostanti. Secondo la tradizione, il conte Umberto II sarebbe intervenuto, su richiesta dell'arcivescovo Eraclio, nel 1082 per sostenerlo contro i signori di Briançon. I Savoia si sarebbero così stabiliti anche nella Tarantasia su invito, prendendo residenza nel castello di Salins, alle porte di Moûtiers. Tuttavia, questa versione dei fatti è contestata dall'archivista paleografa Jacqueline Roubert.
Verso il 1175, fu eletto come nuovo arcivescovo di Tarantasia Aimone II, un certosino, fratello del signore Aimerico (o Emerico) di Briançon. A differenza dei suoi predecessori, il nuovo arcivescovo non cercò la protezione dei nobili locali, ma puntò a riaffermare il potere della Chiesa di Tarantasia e a farsi «[intermediario] tra il papa, da cui dipendeva per questioni spirituali, e l'imperatore, di cui era vassallo in quanto conte». Ottenne conferma dei suoi diritti e possedimenti da Alessandro III, nel 1176, e da Lucio III, nel 1184 (quest'ultima conferma ribadiva quanto scritto in una bolla del 1172 inviata al predecessore di Aimone, Pietro II). Nel 1186, l'arcivescovo si rivolse, con le stesse aspettative, all'imperatore, che appariva “molto desideroso di porre un freno agli interessi savoiardi”. Joseph Garin, canonico onorario di Tarantasia e storico, si interroga sulle motivazioni di questa seconda richiesta: «[Aimone] intendeva forse correggere qualche disposizione delle bolle papali del 1172 e del 1176, completandole? O voleva solo procurarsi una garanzia supplementare, quella dell'imperatore, oltre a quella del papa? Queste due ragioni sono ugualmente plausibili».

## Contenuto
La bolla imperiale venne consegnata dall'imperatore Federico Barbarossa, il 4 maggio 1186, a Pavia, all'arcivescovo Aimone II.
Il documento è un grande foglio di pergamena. Ne dà una precisa descrizione l'archivista-medievalista Jean-Yves Mariotte durante una riunione del Centro europeo di studi borgognoni nel 1966. Lo stesso Mariotte osserva come «alcune formule sono identiche nei due documenti», ossia la bolla d'oro e la carta del 996. Il medievalista ne dedusse che il redattore dell'atto del 1186 doveva avere a disposizione il diploma del 996. Nel testo, i regalia (diritti di giustizia, riscossione dei pedaggi, monetazione) sostituiscono il comitatus menzionato nella carta di Rodolfo.
Il documento elenca inoltre con chiarezza tutti i possedimenti sui quali si estende direttamente la potestà dell'arcivescovo: la città di Moutiers (Musterio); i territori dei castelli di Saint-Jacques (Castrum S. Jacobi), di Briançon (Castrum de Briançone) - assente nelle conferme del 1172 e del 1176 - e parte di quelli di Conflans (partem quam habet in castro de Conflens); Villette; le valli di Bozel, Allues, Saint-Jean-de-Belleville, compresi i villaggi di Flachère e Combe (nella valle di Belleville); le valli di Saint-Didier (La Bâthie) e di Luce (Beaufort e il Beaufortain), con tutte le loro dipendenze.
L'arcivescovo è, inoltre, autorizzato non solo a reclamare tutti i beni che considerava essere stati sottratti alla Chiesa di Tarantasia (clausola mirata a sottrarre ai conti di Savoia molti dei territori in cui si erano espansi) ma anche a ricostruire i castelli distrutti o a farne edificare di nuovi. La bolla, infine, precisa che tale autorità arcivescovile non può essere rimessa in discussione, con un'«esclusione formale di qualsiasi duca, marchese, conte e visconte che potesse rivendicarla per sé».

## Conseguenze
Dopo aver ottenuto da Alessandro III "con il bastone e con l'anello" l'investitura dei suoi beni, Aimone II ricevette quella "con lo scettro" dall'imperatore Federico. L'atto, infatti, pose l'arcivescovo come vassallo immediato dell'Impero, impedendo così che gli Umbertiani estendessero la loro influenza sulla Tarantasia e limitando il loro crescente potere sulle diocesi limitrofe. Poiché Umberto III di Savoia si era in precedenza schierato con papa Alessandro III contro l'imperatore, lo storico Bruno Galland ritiene che l'atto, nella sua precisione finale, «sia stato redatto molto chiaramente contro il conte di Savoia».
Si dovrà attendere 1189 per vedere ristabilita la pace tra l'imperatore e il conte di Savoia.